# 武涛
武涛（1961年2月—），山西平遥人，汉族，中国共产党党员。中华人民共和国政治人物、第十三届全国人民代表大会山西地区代表。

## 生平
2013年3月，出任山西省财政厅厅长、党组书记。
2018年2月24日，当选为第十三届全国人大代表。